# The Midnight Snack
Опівнічна трапеза (англ. The Midnight Snack) — друга серія в циклі мультфільмів Вільяма Ганни і Джозефа Барбери «Том і Джеррі», знята 1941 року. У цій серії Том і Джеррі вперше виступають під своїми справжніми іменами.

## Сюжет
Джеррі вирішує поповнити свої запаси з холодильника, несучи їх на собі, але в найвідповідальніший момент мало не падає, наступивши на селеру, яка лежить на підлозі. Том з'являється на екрані і починає непомітно довантажувати Джеррі посудом. Джеррі поступово втрачає сили і в кінці витівки Тома упускає весь вантаж. Том притискає хвіст Джеррі праскою і починає об'їдатися їжею з холодильника. Мишеня намагається втекти, але кіт його зупиняє запахом сиру. Том мало не з'їдає шматок, але запах сиру йому огидний, і кіт гидливо кидає сир геть, розбивши скляну шафу з посудом.
Місс-Пара-Капців чує шум і спускається. Том засовує Джеррі в холодильник і ховається. Місс-Пара-Капців виявляє мишеня і з криком застрибує на табуретку. Том намагається зловити Джеррі, але в підсумку отримує кришкою сміттєвого бака по морді. Місс-Пара-Капців тікає. Джеррі втікає від Тома на прасувальну дошку, де Том з несподіванки притискає свій хвіст. Джеррі цим користується і встромляє вилку в зад Тома. Кіт з гуркотом б'є посуд і влітає в холодильник. Місс-Пара-Капців знову заходить у кімнату, вважаючи, що Том піймав Джеррі і позбувся його. Потім вона відкриває двері холодильника, щоб дістати Тому миску вершків, але знаходить там кота, вкритого їжею. Розлючена Місс-Пара-Капців карає його і викидає з дому. Джеррі з тріумфом їсть шматок сиру.